# Juan Ferrando
Juan Ferrando, hiszp. Juan Ferrando Fenoll (ur. 2 stycznia 1981 w Barcelonie) – hiszpański trener piłkarski.

## Kariera trenerska
W 2009 rozpoczął karierę trenerską, szkoląc juniorów w drużynie CE Premià. Po pracy z młodzieżą w klubach Terrassa FC, CE L’Hospitalet i Málaga CF 25 czerwca 2018 dołączył do sztabu szkoleniowego mołdawskiego Sheriffa Tyraspol. Gdy po uznanych za niezadowalające wynikach główny trener Wital Raszkiewicz został zwolniony, Ferrando otrzymał propozycję prowadzenia zespołu. Formalnie jej nie podjął, bo Federacja Piłki Nożnej Mołdawii nie wydała mu pozwolenia na pracę, więc pełniącym obowiązki głównego trenera został Veaceslav Rusnac, ale naprawdę to Ferrando zarządzał i kierował drużyną w meczach. W grudniu 2013 opuścił jednak zespół. 
17 czerwca 2014 został trenerem greckiego PAE Ergotelis, jednak po dwóch porażkach już we wrześniu został zwolniony. Wrócił wówczas do Hiszpanii, gdzie prowadził niższoligowe kluby Cultural Leonesa i Linares Deportivo. 12 lipca 2017 został głównuym trenerem greckiego klubu Wolos NPS, z którym w ciągu dwóch sezonów awansował z trzeciej do pierwszej kategorii rozgrywek. Potem jednak musiał opuścić Wołos z powodu bakteryjnej infekcji oka, która prawie go oślepiła. 30 kwietnia 2020, po wyzdrowieniu, podpisał kontrakt z indyjskim klubem FC Goa. 20 grudnia 2021 Ferrando zrezygnował ze stanowiska w FC Goa, by zostać głównym trenerem innego indyjskiego klubu ATK Mohun Bagan FC.

## Sukcesy i odznaczenia

### Sukcesy trenerskie
Sheriff Tyraspol (jako asystent)
- zdobywca Superpucharu Mołdawii: 2013

Wołos
- mistrz Gamma Ethniki (D3): 2017/18
- mistrz Football League (D2): 2018/19

FC Goa
- zdobywca Durand Cup: 2021